# Kjell Holler
Kjell Thorbjørn Holler, född 29 juni 1925 i Rjukan i Norge, död 1 november 2000, var en norsk socialekonom och politiker (Arbeiderpartiet) som var industriminister i Regeringen Gerhardsen III från 1959 till 1963. Han tvingades avgå från ämbetet till följd av Kings Bay-affären.

## Biografi
Holler föddes in Rjukan, som är centralort i Tinns kommun i Telemark fylke. Han var son till pastorn Jens Adolf Holler och hemmafrun Martha Emilie Nedberg. Holler tog en examen i ekonomi från universitetet i Oslo 1950. Från 1950 till 1952 var han anställd vid tidningen Arbeiderbladet. 1959 utnämndes Holler till industriminister i Einar Gerhardsens tredje regering. I Kings Bay-affären 1963 avslöjade en kommission brister i det statliga företaget Kings Bay AS, som enligt dem var orsaken till 21 arbetares död i en gruvolycka på Svalbard föregående år. Främst lades skulden på industriminister Holler, som avgick kort efter att rapporten offentliggjordes.
Holler återvände inte till politiken efter skandalen. Han var ordförande i Televerket från 1974 tills han tillträdde som generaldirektör i samma företag 1980 till 1991. Han var ordförande i den norska flyktinghjälpen från 1991 till 1997.